# 10-я византийская малая хроника
10-я византийская малая хроника — выписки из некой, в настоящее время утерянной, рукописи. Названа по изданию П. Шрайнера, где эта хроника приведена под номером 10. Сохранилась в виде пометок на рукописи XII в. Содержит 11 заметок, охватывающих период с 1328 по 1393 гг. Описывает главным образом семейные дела династии Палеологов.

## Издания
1. M. I. Gedeon. ʼΑναγνώσεις ʼεκ του ′ωρολογιου της των ʼακοιμήτων μονής. ʼΕκκλησιαστική ʼΑλήΘεια. 23 (1903) 380-382.
2. Dionysios Charalampos. Συμπληρωματικός κατάλογος των χειρογράφων της βιβλιοθήκης τής ʼΙεράς Μονής Λειμώνος ʼεν Λεσβω. Athen 1947, 5.
3. P. Schreiner. Die byzantinischen kleinchroniken. V. 1. Wien, 1975, p. 101-104.

## Переводы на русский язык
- 10-я византийская малая хроника в переводе А. С. Досаева на сайте Восточной литературы